# 大野弘幸
大野 弘幸（おおの ひろゆき、1953年7月11日 - ）は、日本の化学者。専門は、高分子化学・イオン液体の科学。工学博士。東京農工大学特別招聘教授。東京農工大学名誉教授。東京農工大学前学長。日本学術振興会学術システム研究センター所長。千葉県千葉市出身。

## 略歴
父は電信電話公社（現在のNTT）に勤務。幼少期は近所の千葉公園で毎日のように遊ぶ。1960年4月、千葉市立新宿小学校に入学。1966年4月、千葉市立新宿中学校に入学。この頃から理科に興味を持つ。陸上部にも所属し、中学3年生の時には千葉市の中学陸上競技大会の走高跳で優勝。膝を悪くし、県大会には出場せず。県立高校の受験に失敗し、1969年4月私立市川学園高等部に入学。理系進学コースに入り、猛勉強する。
1972年4月早稲田大学理工学部応用化学に入学。合格発表の日に理工ボート部に誘われ、即入部。受験生活でたるんだ体を立て直す。夏には戸田市の競艇場での合宿に参加するも、左膝を壊し、入院。左膝半月板損傷との診断で、はがれかけた半月板を手術で切除。しばらく松葉杖の生活をし、3年生の時、既に応用化学の土田英俊教授の研究室に出入りし、いろいろ学ぶ。4年生で正式に配属となり、酸化還元活性なポリマーの合成を行う。1976年3月に早稲田大学理工学部を卒業し、直ちに大学院に進学。博士前期課程ではポリマーポンプレックスの研究に従事。
1978年3月に修士の学位を取得し、翌月から博士後期課程に進学。ポリエーテルの研究、特に細胞膜やリポソームとの相互作用の研究を開始する。学位論文「Moolecular Assembly concerned with Macromolecules、高分子が関与する分子集合」を提出し、1981年3月に早稲田大学大学院理工学研究科博士後期課程修了し、工学博士の学位を取得する。1981年4月からは、早稲田大学特別研究員として、土田研究室で研究に従事し、高分子によるリン脂質リポソームの機能制御を研究すると共に、高分子イオン伝導体やリポソームを使った酸素運搬体の研究にも関与する。
1983年4月から1985年3月まで米国ケース・ウェスタン・リザーブ大学、高分子科学科の博士研究員として採用され、John Blackwell教授の下で鶏の老化に伴うプロテオグリカンの構造変化の研究に従事する。1985年4月帰国し、早稲田大学助手に採用され、土田研究室で再び研究に従事する。
1988年8月に東京農工大学工学部の助教授として、高分子工学科に着任する。1990年4月から文部省学術国際局研究助成課の学術調査官を併任し、科学研究費の配分審査や現地調査に関わる。審査制度の改革にも関わり、科研費申請の電子化への移行期を1992年夏まで文部省で過ごす。学会での活動も活発となり1996 年から1997 年まで電気化学会の理事に就任、2001 年から2007 年まで、電気化学会常任理事として、学会の運営に関与する。2002 年から2010 年まで、高分子学会の理事も兼任する。2008年からは高分子学会関東支部長、2010年には高分子学会副会長として学会の運営に携わる。
学内では1997年1月に東京農工大学教授に昇任すると共に、教育と研究に加えて大学運営の業務が増える。2007年には東京農工大学共生科学技術研究院副研究院長となり、翌2008年からは東京農工大学共生科学技術研究院研究院長として2年間、農学部と工学部が一体化した研究院を取り纏める。2008年からは東京農工大学図書館長として、大学図書館の経営改善に努力する。2010年から3年間東京農工大学副工学部長として、工学部長を補佐し、2013年からは東京農工大学工学部長、工学研究院長として工学部を取り纏める。2017年から3年間、東京農工大学の学長として大学全体の運営に関わり責任を負う。2020年3月に任期満了により学長を退任。定年により東京農工大学を退職するが、特別招聘教授として、工学部で研究を再開する。また、2020年4月から日本学術振興会 の所長として、特に科学研究費補助金と特別研究員制度の充実と促進に努める。

## 研究分野
早稲田大学助手時代は土田英俊教授の下、リン脂質リポソームの高分子化、高分子とリポソームの相互作用解析を進め、ケース・ウェスタン・リザーブ大学ではBlackwell教授のポスドクとして、鶏プロテオグリカン類の加齢に伴う分子(及び分子集合)構造変化を研究。東京農工大学に着任後は極性高分子を用いた固体電解質の研究や高分子中でのタンパク質の酸化還元反応の研究などをすすめ、次第に「イオン」に関わる課題に研究の中心が移行した。イオンだけで構成される液体として注目されているイオン液体の研究は1996年頃から開始している。機能イオン液体の新規な合成法や電解質としての研究。さらにイオン液体の高分子化を世界で初めて行った。20種類のアミノ酸のイオン液体化も世界で初めて成功した。また、水と混合すると下限臨界溶解温度型の相転移を示すイオン液体を発見し、新規機能材料としての研究を精力的に行った。わずかな水を添加したイオン液体をタンパク質の溶媒として用いる研究は変性タンパク質の再構成に使われる可能性があるので注目されている。植物バイオマスを温和な条件で溶解させるイオン液体の開発も進め、含水状態、非加熱でバイオマスを溶解させた。

## 受賞歴
- 2008年 - Paul Walden Award
- 2014年 - 高分子科学功績賞